# 玉藻
玉藻（1797年—？），原名玉成，字春农，号鱼門，杨氏，镶红旗汉军都统杨文光佐领下人。道光辛巳举人，丙戌进士。
后官翰林院庶吉士，诗选《近科館閣詩續鈔》。

## 家庭成员
- 曾祖杨殿邦，雍正癸丑进士，工部主事，世管佐领；
- 祖父杨鈵，岁貢生，候选同知；
- 父繩武，乾隆甲寅举人，河南濬县知县；
- 胞弟杨楊玉衡，道光戊子举人，内阁中书。[2]